# 愛的根源
《愛的根源》是香港歌手譚詠麟發行第八張粵語專輯，是譚詠麟中前期的巔峰之作， 這張大碟成為香港流行音樂的指標 。《愛的根源》大碟甫推出，唱片舖反應熱烈幾度出現人龍搶購， 首批來貨即全被掃空！單單1984年度勁歌金曲頒獎典禮，＜愛的根源＞及＜愛在深秋＞得到十大勁歌金曲、最佳歌曲、最佳填詞、最佳編曲、最佳唱片監製、金曲金獎！《愛的根源》大碟創下四十萬張及九連霸的銷量成績（ 資料來源：環球音樂 ） 。專輯中五首歌曲入選了 「勁歌金曲季選」 ，兩首歌曲入選「十大中文金曲」。 專輯中共有8首歌曲先後登上流行榜，《愛的根源》、《夏日寒風》、《愛在深秋》、《誰可改變》、《捕風的漢子》，《都市戀曲》、《我愛雀斑 》和《酒紅色的心》等首首皆為首本名曲。《爱在深秋》也成為譚校長之「校歌」， 在當時全球華人社區廣泛流傳。 
《霧之戀》、《愛的根源》、《愛情陷阱》被稱為「愛情三部曲」，三張專輯當時總銷量超過一百萬張，氣勢一時無兩， 與《霧之戀》相比，《愛的根源》在風格上來了一個大的變化，全碟原創及改編歌曲各佔一半，五首原創歌曲當中，三首是香港作曲家創作，兩首是日本作曲家創作。專輯封面，由馮添枝用傻瓜相機於香港九龍的飛鵝山拍攝。此專輯在歌曲質素和流行元素取得較好的平衡，成為很多譚詠麟歌迷的至愛，而專輯的金曲直至現時仍然流行，更有不少歌手翻唱過此專輯中的歌曲。 
1997年 十大中文金曲「金曲廿載十大最愛金曲 」獲獎歌曲《愛的根源》（備註：第1屆至第19屆歷屆190首金曲，重新投票後獲最高票數的十首歌曲）。
此大碟對廣東碟影響深遠，  2010年「華語金曲獎」為紀念華語樂壇的輝煌30年（1978 - 2000），廣邀全球100位資深的音樂人、樂評人、電台D.J.等聯合評選，當中包括多位中港台海外知名音樂人，如向雪懷、黎小田、鄭國江、周啓生、林夕、李宗盛，李偲菘等等… 再結合公眾網路投票，選出華語樂壇30年經典的「30人30歌30碟」。譚詠麟在3項評選中均入選，凸顯他於華語樂壇的經典地位和作品傳承度。30年30人：譚詠麟，30年30歌：《愛在深秋》，30年30碟：《愛的根源》。

## 曲目
所有歌曲均由關維麟監製。
| 順序 | 歌名       | 作曲             | 填詞   | 編曲       | 原曲                        |
| ---- | ---------- | ---------------- | ------ | ---------- | --------------------------- |
| 1.   | 愛的根源   | 陳斐立           | 林敏驄 | 盧東尼     |                             |
| 2.   | 夏日寒風   | 芹澤廣明         | 林振強 | 大谷和夫   |                             |
| 3.   | 都市戀歌   | 威林             | 林敏驄 | 盧東尼     |                             |
| 4.   | 愛在深秋   | 李鎬俊           | 林敏驄 | 盧東尼     | 趙容弼 - 친구여（朋友呀）   |
| 5.   | 我愛雀斑   | 皮尔卢吉·吉比尼  | 林敏驄 | 甲斐正人   | Gazebo - I Like Chopin      |
| 6.   | 誰可改變   | 顧嘉煇           | 鄭國江 | 顧嘉煇     |                             |
| 7.   | 捕風的漢子 | 高見澤俊彥       | 林振強 | 甲斐正人   | THE ALFEE -メリーアン       |
| 8.   | 酒紅色的心 | 玉置浩二         | 向雪懷 | 甲斐正人   | 安全地帶 - ワインレッドの心 |
| 9.   | 欠了你     | 芹澤廣明、秋元康 | 向雪懷 | 大谷和夫   |                             |
| 10.  | 觸電舞     | 南佳孝           | 盧永強 | 馬飼野俊一 | 南佳孝 -モンロー・ウオーク  |

## 獎項
- 1984年度十大中文金曲頒獎典禮

- 「十大中文金曲」：《愛的根源》
- 「十大中文金曲」：《愛在深秋》
- 「最佳唱片監製獎」：《愛的根源》

- 1984年度十大勁歌金曲頒獎典禮

- 「十大勁歌金曲」：《愛在深秋》
- 「十大勁歌金曲」：《愛的根源》
- 「金曲金獎」：《愛在深秋》
- 「最佳作曲獎」：《愛的根源》
- 「最佳作詞獎」：《愛在深秋》
- 「最佳編曲獎」：《愛的根源》
- 「最佳唱片監製獎」：《愛的根源》

- 1984年度香港金唱片頒獎典禮

- 「白金唱片」：《愛的根源》

### 香港電台獎項
- 1997年 「金曲廿載十大最愛金曲 」《愛的根源》 （页面存档备份，存于）
- 2017年「 摯愛20真經典」金曲珍選《愛在深秋 》[8]